# Súrzhik

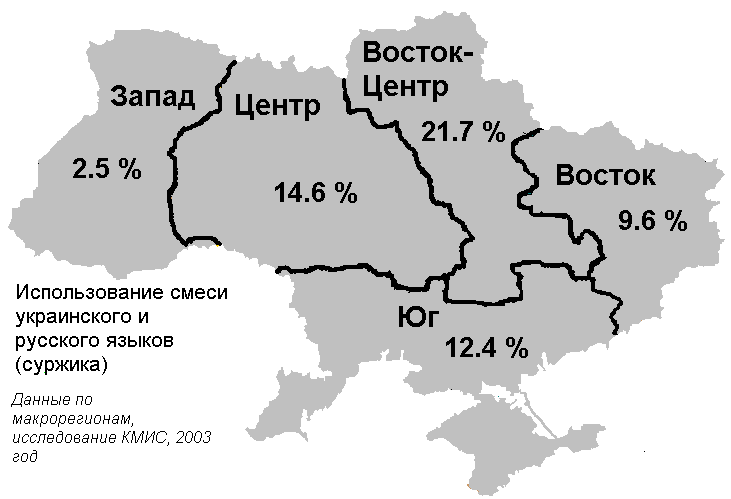
Predominio del súrzhik en diferentes regiones de Ucrania. Datos del Instituto Internacional de Sociología de Kiev (KIIS) para 2003

El término súrzhik (en ruso: су́ржик) se refiere a las variedades mixtas derivadas del contacto entre las lenguas rusa y ucraniana en varias regiones de Ucrania y sus territorios contiguos. No existe necesariamente un conjunto de características comunes; una parte de los autores ha afirmado que el término es aplicable de manera general «a la desobediencia o ignorancia de las normas de las variedades estándar del ruso y el ucraniano.»
La palabra súrzhik deriva de súrozh, término ruso antiguo   para la mezcla de harina de trigo y centeno, en el sentido de harina de trigo adulterada.